# فهرست فیلم‌های ایرانی سال ۱۳۵۷
فهرست فیلم‌های ایرانی سال ۱۳۵۷

## فهرست
| عنوان                          | کارگردان                       | فیلم‌نامه‌نویس(ها) | بازیگران                                      |
| ------------------------------ | ------------------------------ | ---------------- | --------------------------------------------- |
| امشب اشکی می‌ریزد               |                                | امیر قویدل       | فرامرز قریبیان، آیلین                         |
| اوکی مستر                      | پرویز کیمیاوی                  | پرویز کیمیاوی    |                                               |
| با عشق مردن                    | اکبر صادقی                     |                  | سعید راد                                      |
| باغ بلور                       | ناصر محمدی                     |                  |                                               |
| بر فراز آسمان‌ها                | محمدعلی فردین                  |                  | محمدعلی فردین، گلی زنگنه                      |
| برادرکشی                       | ایرج قادری                     |                  | ایرج قادری                                    |
| بن‌بست                          | پرویز صیاد                     | پرویز صیاد       | مری آپیک                                      |
| به دادم برس رفیق               | مهدی فخیم‌زاده                  |                  | مهدی فخیم‌زاده                                 |
| پرستش                          | داوود اسماعیلی                 |                  | مرتضی عقیلی، لیلا فروهر، حمیده خیرآبادی       |
| پرواز در قفس                   | حبیب کاووش                     |                  | سعید کنگرانی                                  |
| تا آخرین نفس                   | کامران قدکچیان                 |                  |                                               |
| تشنه باران                     | نادر قانع                      |                  | ایرج مهدیان                                   |
| تکیه بر باد                    | فریدون ژورک                    | فریدون ژورک      |                                               |
| چریکه تارا                     | بهرام بیضایی                   | بهرام بیضایی     | سوسن تسلیمی                                   |
| حق و ناحق                      | عزیزالله رفیعی                 |                  | بهمن مفید، منوچهر وثوق، مستانه جزایری، هنگامه |
| خیابانی‌ها                      |                                |                  | رضا بیک ایمانوردی                             |
| دام نامرئی                     |                                |                  |                                               |
| دو مرد خشن                     |                                |                  | قادر اینانیر، پریهان ساواش، ناصر ملک‌مطیعی     |
| زخم خنجر رفیق                  | عزیزالله بهادری                |                  | منوچهر وثوق                                   |
| زرخرید                         | رضا صفایی                      |                  | منوچهر وثوق                                   |
| زن و زمین/خوش‌غیرت              | پرویز نوری                     | پرویز نوری       |                                               |
| ساخت ایران                     | امیر نادری                     | امیر نادری       | سعید راد                                      |
| سایه‌های بلند باد               | بهمن فرمان‌آرا                  | هوشنگ گلشیری     | فرامرز قریبیان                                |
| سرخپوست‌ها                      | غلامحسین لطفی                  | غلامحسین لطفی    |                                               |
| سرنوشت‌سازان                    | جهانگیر جهانگیری               |                  | رضا بیک ایمانوردی                             |
| صمد دربه‌در می‌شود               | پرویز صیاد                     | پرویز صیاد       | پرویز صیاد                                    |
| عبور از مرز شب                 | محمدباقر میرزا خسروی کرمانشاهی |                  | وفا                                           |
| فرار از بند                    | نادر قانع                      |                  |                                               |
| قدغن                           | علی‌رضا داوودنژاد               |                  | داوود رشیدی                                   |
| قصه خیابان دراز                |                                | کیومرث پوراحمد   |                                               |
| قول یک مرد                     | داریوش کوشان                   |                  | حسن رضایی                                     |
| گدای اشراف‌زاده                 | عزیزالله بهادری                |                  | سعید راد                                      |
| لبه تیغ                        | کامران قدکچیان                 |                  | ایرج قادری                                    |
| ماجراهای علاءالدین و چراغ جادو | پرویز نوری                     |                  | رضا ارحام صدر                                 |
| مبارزی در نیمه راه/شب بازیگران | نادر قانع                      |                  | گرشا رئوفی                                    |
| مریم و مانی                    | شهرزاد (بازیگر)                |                  | پوری بنایی، منوچهر احمدی، آنیک شفرازیان       |
| مشت مرد                        | حسین قاسمی‌وند                  |                  | منوچهر وثوق                                   |
| نفس‌بریده                       | سیروس الوند                    | سیروس الوند      | بهروز وثوقی                                   |
| نفس‌گیر                         | محمود کوشان                    |                  | رضا بیک ایمانوردی                             |
| نمک‌نشناس                       |                                |                  | منوچهر وثوق، پریهان ساواش                     |
| هجرت                           |                                |                  | فرامرز قریبیان، بهمن مفید، جعفر والی          |